# Colias christophi
Colias christophi is een vlindersoort uit de familie van de Pieridae (witjes), onderfamilie Coliadinae.
Colias christophi werd in 1885 beschreven door Grum Grshimaïlo.

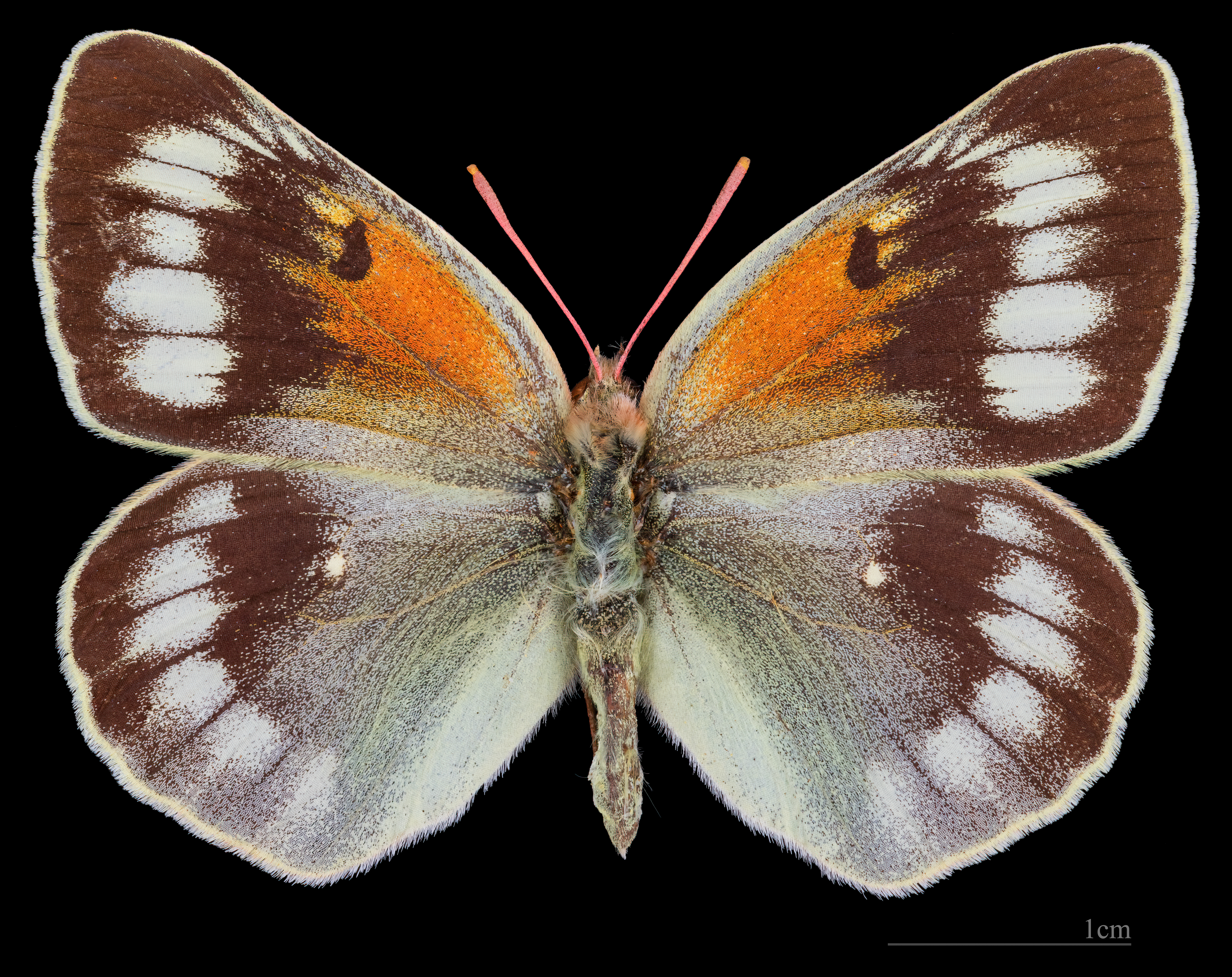
Colias christophi ♀
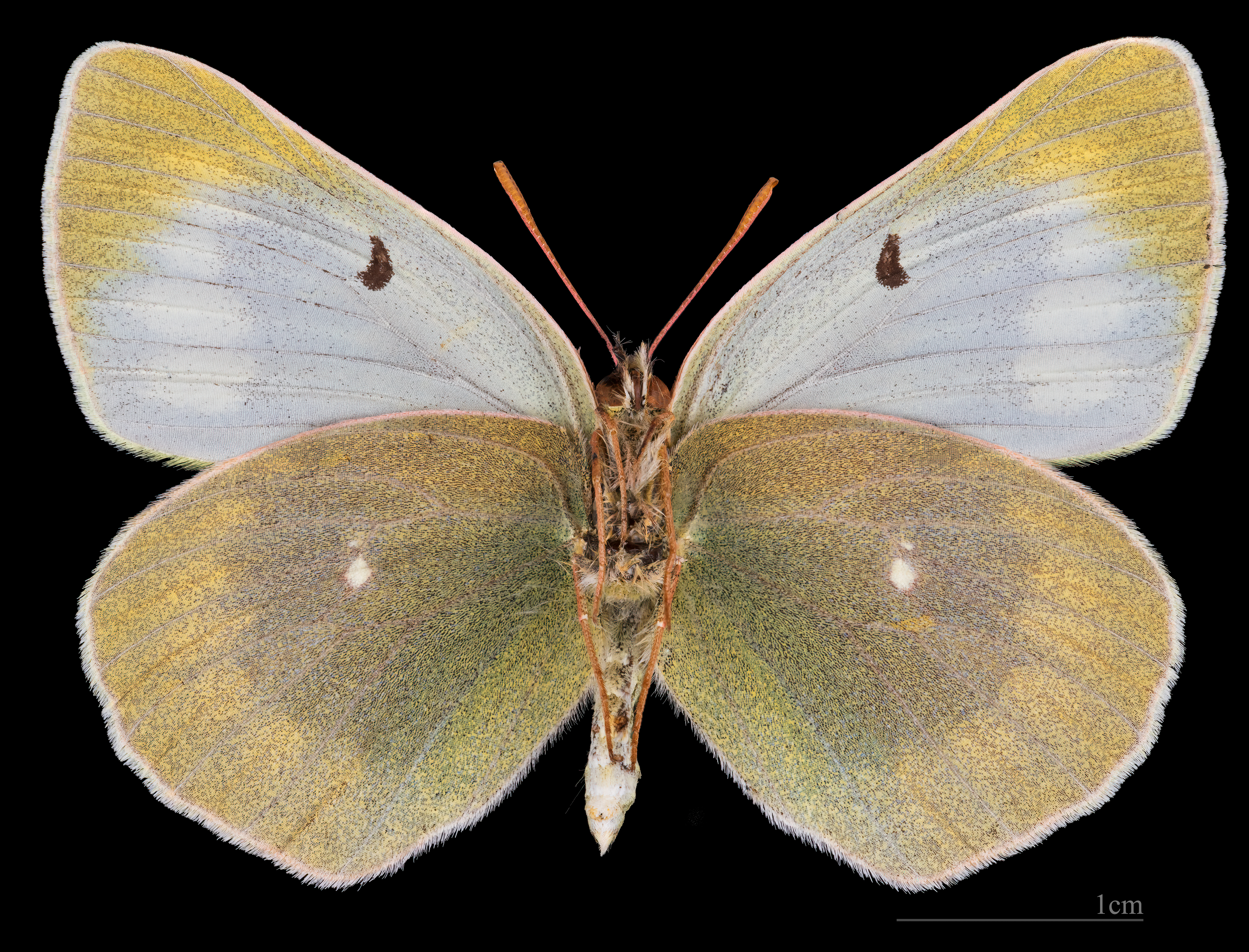
Colias christophi ♀△